# 岩手県道・秋田県道195号田山花輪線
岩手県道・秋田県道195号田山花輪線（いわてけんどう・あきたけんどう195ごう たやまはなわせん）は、岩手県八幡平市から秋田県鹿角市に至る一般県道である。

## 概要
岩手県八幡平市田山地区の国道282号より分岐。直後に日泥踏切でJR東日本花輪線と交差後、米代川の支流瀬ノ沢川をさかのぼる。岩手・秋田県境を越えると花輪越に差し掛かるが、道幅が狭く急勾配・急カーブが連続し冬季は通行止めの区間である。
鹿角市斎場前・花輪スキー場を過ぎると東北自動車道を越えて鹿角市中心部に入り、やがて国道282号に合流して終点となる。

### 路線データ
- 総延長 : 不明
- 岩手県側 : 不明
- 秋田県側 : 12.930 km[2]
- 実延長：20.700 km
  - 岩手県側：7.794 km[3]
  - 秋田県側：12.906 km（県道66号交差点重複24m含む）[2]
- 起点 : 岩手県八幡平市折壁36番1地先（国道282号交点、JR東日本花輪線 田山駅西側）[4]北緯40度8分25.54秒 東経140度56分11.83秒
- 終点 : 秋田県鹿角市花輪字下タ町198番2（国道282号交点、扇ノ間交差点）[4]北緯40度12分2.75秒 東経140度47分32.62秒
- 未供用区間 : なし[2]

## 歴史
- 1974年（昭和49年）
  - 7月6日 - 秋田県側の区間が県道に認定される[4]。
  - 7月16日 - 岩手県側の区間が県道に認定される[3]。
- 2002年（平成14年）7月12日 - 起点の認定位置を岩手県二戸郡安代町田山から岩手郡安代町折壁に変更する[5]。

## 路線状況

### 冬期閉鎖区間
岩手県側不明
秋田県側
- 区間 : 鹿角市花輪女平 - 鹿角市花輪字赤坂
  - 期日 : 11月中旬 - 翌年5月中旬

### 交通不能区間
- なし[8]

## 地理

### 通過する自治体
- 岩手県
  - 八幡平市
- 秋田県
  - 鹿角市

### 交差する道路
| 施設名                                              | 接続路線名                   | 備考 | 所在地                   |
| --------------------------------------------------- | ---------------------------- | ---- | ------------------------ |
|                                                     | 国道282号                    | 起点 | 岩手県八幡平市折壁       |
| 岩手県・秋田県境北緯40度11分11秒 東経140度53分3.3秒 |                              |      |                          |
|                                                     | 秋田県道66号十二所花輪大湯線 |      | 秋田県鹿角市花輪字下タ町 |
| 扇ノ間交差点                                        | 国道282号                    | 終点 | 秋田県鹿角市花輪字下タ町 |

### 沿線の施設
- JR東日本 花輪線 田山駅
- 花輪スキー場
- 秋田県立比内支援学校かづの校
- 鹿角市立花輪中学校